# Etapa de Londrina da Stock Car Brasil
A etapa de Londrina é uma corrida que faz parte do calendário da Stock Car Brasil, disputada no Autódromo Internacional Ayrton Senna desde 1992.

## Vencedores
| Ano                      | Piloto             | Equipe                   | Local                                | Detalhes |
| ------------------------ | ------------------ | ------------------------ | ------------------------------------ | -------- |
| 2016                     | Rubens Barrichello | Full Time Sports         | Autódromo Internacional Ayrton Senna | Detalhes |
| 2016                     | Felipe Fraga       | Cimed Racing             | Autódromo Internacional Ayrton Senna | Detalhes |
| Não houve de 2013 a 2015 |                    |                          |                                      |          |
| 2012                     | Cacá Bueno         | Red Bull Racing          | Autódromo Internacional Ayrton Senna | Detalhes |
| 2011                     | Cacá Bueno         | Red Bull Racing          | Autódromo Internacional Ayrton Senna | Detalhes |
| 2010                     | Max Wilson         | Eurofarma RC Competições | Autódromo Internacional Ayrton Senna | Detalhes |
| Não houve em 2009        |                    |                          |                                      |          |
| 2008                     | Thiago Camilo      | Vogel Motorsport         | Autódromo Internacional Ayrton Senna | Detalhes |
| 2007                     | Thiago Camilo      | Vogel Motorsport         | Autódromo Internacional Ayrton Senna | Detalhes |
| 2006                     | Cacá Bueno         | Red Bull Racing          | Autódromo Internacional Ayrton Senna | Detalhes |
| 2005                     | Hoover Orsi        | NasrCastroneves          | Autódromo Internacional Ayrton Senna | Detalhes |